# Feldioara
Feldioara (alemán: Marienburg; húngaro: Földvár) es una comuna rumana perteneciente al județ de Brașov.
En 2011 tiene 6154 habitantes, el 81,65% rumanos, el 6,58% magiares y el 3,23% gitanos.
Se conoce su existencia desde 1240, cuando la Orden Teutónica menciona el sitio como "Fortaleza de Santa María" (en latín Castrum Sancte Mariae y en alemán Marienburg). Actualmente la comuna es famosa por su fortaleza medieval. La actual comuna incluye, además del propio pueblo de Feldioara, dos pedanías: Colonia Reconstrucția y Rotbav.
Se ubica sobre la carretera 13 a orillas del río Olt, unos 15 km al norte de Brașov y unos 15 km al oeste de Sfântu Gheorghe.